# مي أندرسين
ليك مي أندرسين (بالدنماركية: Lykke May Andersen)‏ (ولد في 16 يونيو 1982)، ومعروفة باسم مي أندرسين، عارضة أزياء دنماركية، اشتهرت بعملها مع فيكتوريا سيكريت ومجلة سبورتس اليستريتد سويم سووت ايشيوز, كانت في السابق مديرا مساعدا ف ذا هول، وهو معرض فني، في مدينة نيويورك..

## روابط خارجية
- مي أندرسين على موقع IMDb (الإنجليزية)
- مي أندرسين على موقع قاعدة بيانات الفيلم (الإنجليزية)
- مي أندرسين على موقع دليل عارضات الأزياء (الإنجليزية)
- خطأ في التعبير: عامل and غير متوقع..html مي أندرسين على موقع بلاي بوي أونلاين